# Tripogandra multiflora
Tripogandra multiflora är en himmelsblomsväxtart som först beskrevs av Olof Swartz, och fick sitt nu gällande namn av Constantine Samuel Rafinesque. Tripogandra multiflora ingår i släktet Tripogandra och familjen himmelsblomsväxter. Inga underarter finns listade.